# Ahmed Chahrour
Ahmed Chahrour, arab. ‏أحمد شحرور وحود‎ – syryjski zapaśnik walczący w stylu klasycznym. Olimpijczyk z Meksyku 1968, gdzie zajął dziesiąte miejsce w kategorii do 52 kg.

## Letnie Igrzyska Olimpijskie 1968
| Konkurencja          | Rundy eliminacyjne             | Rundy eliminacyjne    | Rundy eliminacyjne       | Klas. końcowa |
| Konkurencja          | Przeciwnik I                   | Przeciwnik II         | Przeciwnik III           | Miejsce       |
| -------------------- | ------------------------------ | --------------------- | ------------------------ | ------------- |
| 52 kg styl klasyczny | Mundżid Muhammad Salim (EGY) Z | Leonel Duarte (POR) Z | Władimir Bakulin (USR) P | 10.           |